# Little Fockers
Little Fockers (no Brasil, Entrando Numa Fria Maior Ainda com a Família e em Portugal, Não Há Família Pior!) é um filme estadunidense de 2010 e a terceira parte da franquia Meet the Parents. É o único filme da série que não teve Jay Roach na direção, assumida desta vez por Paul Weitz. Além do elenco original, composto por Ben Stiller, Robert De Niro, Blythe Danner, Teri Polo e Owen Wilson, seguido na segunda franquia por Barbra Streisand e Dustin Hoffman, Little Fockers também contou com as atuações de Jessica Alba, Laura Dern e Harvey Keitel. 
O filme foi lançado em 7 de janeiro de 2011 no Brasil.
Inicialmente chegou a ser divulgado no Brasil com o título Entrando Numa Fria com as Crianças.

## Sinopse
Após se casar com Pam (Teri Polo), filha de Jack (Robert De Niro), um agente aposentado da CIA, Greg Focker (Ben Stiller) agora é pai de gêmeos de 5 anos de idade chamados Samantha e Henry. No aniversário dos gêmeos, Greg terá que provar ao desconfiado Jack que ele é capaz de ser um homem de família.

## Elenco
| Intérprete       | Papel                      |
| ---------------- | -------------------------- |
| Robert De Niro   | Jack Byrnes                |
| Ben Stiller      | Gaylord "Greg" Pinto       |
| Blythe Danner    | Dina Byrnes                |
| Teri Polo        | Pamela Martha "Pam" Byrnes |
| Dustin Hoffman   | Bernard "Bernie" Pinto     |
| Barbra Streisand | Rosalind "Roz" Pinto       |
| Owen Wilson      | Kevin Rawley               |
| Jessica Alba     | Andrea "Andi" Garcia       |
| Harvey Keitel    | Randall "Randy" Weir       |
| Olga Fonda       | Svetlana                   |
| Laura Dern       | Prudence Simmons           |
| Colin Baiocchi   | Henry Pinto                |
| Daisy Tahan      | Samantha Pinto             |
| Thomas McCarthy  | Dr. Robert "Bob" Banks     |
| Kevin Hart       | Enfermeiro Louis           |
| Daisy Tahan      | Samantha "Sam" Pinto       |
| Colin Baiocchi   | Henry Pinto                |
| John DiMaggio    | Paramédico                 |
| Jordan Peele     | Paramédico                 |
| Yul Vazquez      | Junior                     |

## Recepção
O filme foi recebido com resenhas geralmente negativas dos críticos especializados, obtendo 11% de aprovação no Rotten Tomatoes, que se baseou em 122 críticas recolhidas, sendo 109 consideradas negativas e 13 positivas. Apesar disso, 62% dos usuários do site aprovaram o filme. Por comparação, o Metacritic calculou uma média de 27, baseado em 32 críticas; a média de notas dadas pelos usuários do site foi de 3.9/10.
Little Fockers estreou em primeiro lugar em seu primeiro final de semana nos cinemas dos Estados Unidos, arrecadando US$34 milhões.